# Adele Duttweiler-Bertschi

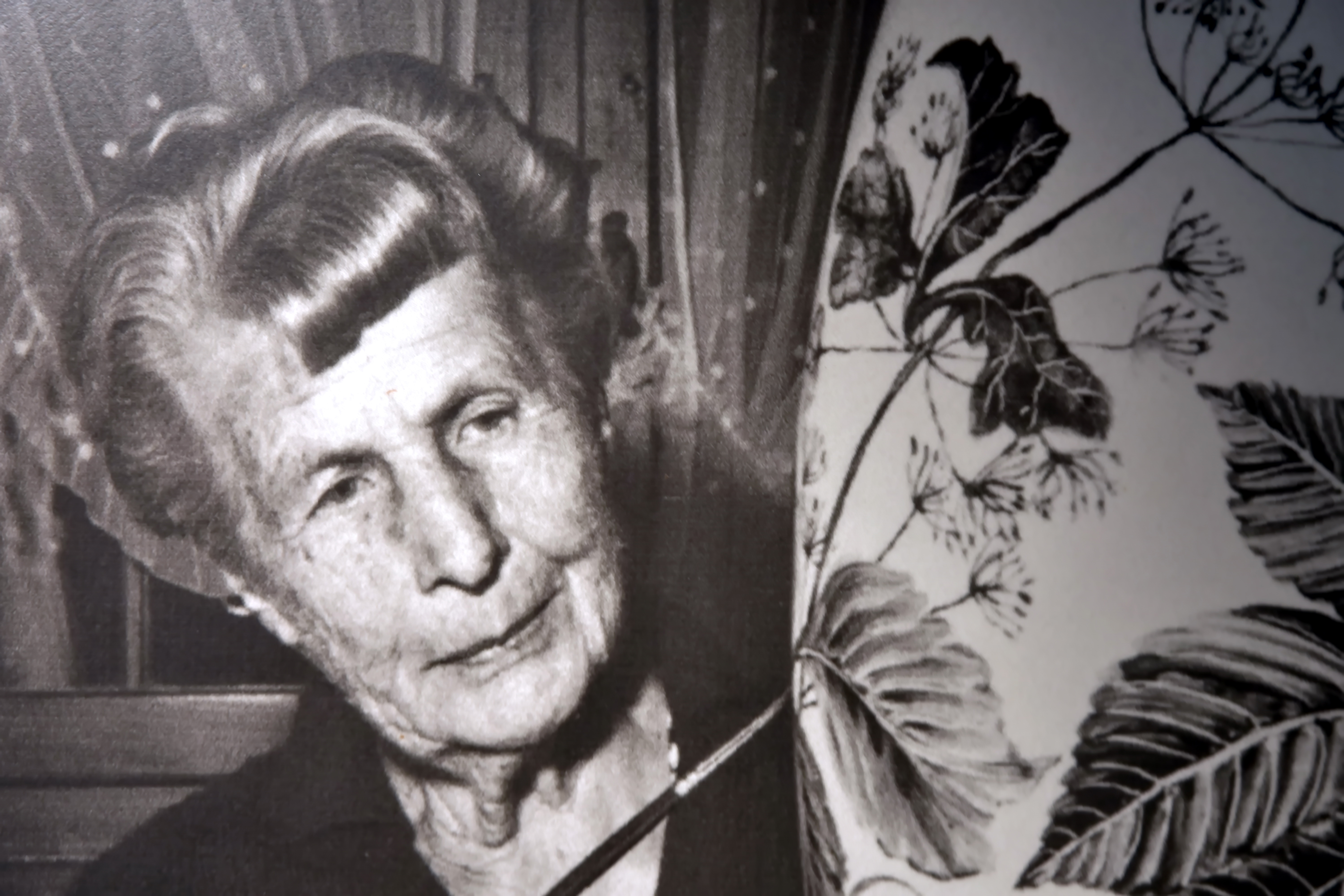
Adele Duttweiler-Bertschi in der Klubschule – Strohhaus-Ausstellung Park im Grüene

Adele Duttweiler-Bertschi (* 29. Dezember 1892 in Horgen als Adele Bertschi; † 27. Mai 1990 in Rüschlikon) war eine Schweizer Mäzenin, welche primär als starke Partnerin im Hintergrund an der Karriere ihres Ehemannes Gottlieb Duttweiler, dem Gründer der Migros, bekannt wurde. Sie galt als seine wichtigste Beraterin bei geschäftlichen und strategischen Entscheidungen.

## Biografie
Ihre Vorfahren stammten ursprünglich aus Dürrenäsch. Die Familie war allerdings seit 1899 in Horgen heimatberechtigt. Der Vater, Samuel Bertschi (1821–1901) war bereits in den 1850er Jahren mit seiner ersten Frau in die USA emigriert, wo er u. a. an der Broome Street in New York City, eine florierende Bandweberei, mit bis zu 250 Arbeitern aufbaute. Nach dem Tod seiner ersten Ehefrau verkaufte er die Fabrik und kehrte wohlhabend in die Schweiz zurück. 1882 heiratete er die 40 Jahre jüngere Maria Antille aus Saint-Luc im Kanton Wallis. Sie liessen sich in Horgen nieder und hatten zusammen sechs Kinder, von denen drei im Kindesalter starben. Ein Sohn und zwei Töchter überlebten. Bei Adeles Geburt war der Vater bereits 71-jährig; er starb, als sie acht Jahre alt war.

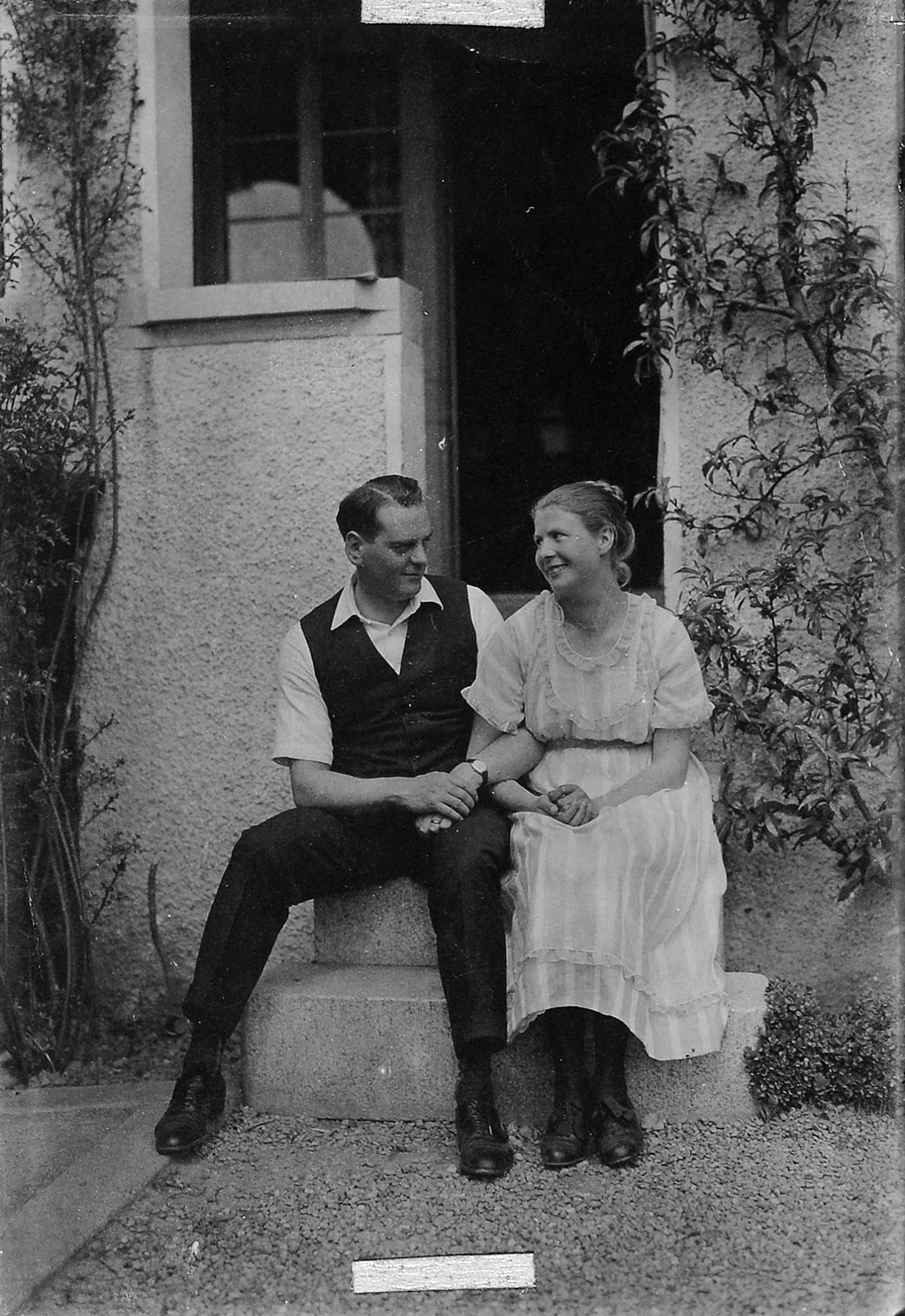
Gottlieb Duttweiler und Adele, zirka 1912

Nach der Grundschule in Horgen absolvierte Adele das damals obligate Welschlandjahr für junge Frauen. Anschliessend war sie bei der ETH Zürich angestellt, wo sie in der Saatgutkontrollstelle arbeitete. Sie pendelte täglich mit dem Zug von Horgen nach Zürich zur Arbeit. Auf einer dieser Fahrten begegnete sie 1911 dem vier Jahre älteren Kaufmann Gottlieb Duttweiler aus Rüschlikon. Gottlieb berichtete seiner Mutter geradezu euphorisiert: «Heute habe ich ein Mädchen gesehen, die will ich zur Frau.» Seinen Avancen gegenüber war sie lange Zeit abweisend, doch er warb hartnäckig um ihre Gunst. am 29. März 1913 fand schliesslich die Hochzeit in der Reformierten Kirche Horgen statt. «Damit beginnt die ganz und gar ungewöhnliche, knapp ein halbes Jahrhundert dauernde Lebens- und Arbeitsgemeinschaft zweier Menschen, deren Werk das Gesicht der Schweiz im zwanzigsten Jahrhundert nachhaltig mitgeprägt hat.»

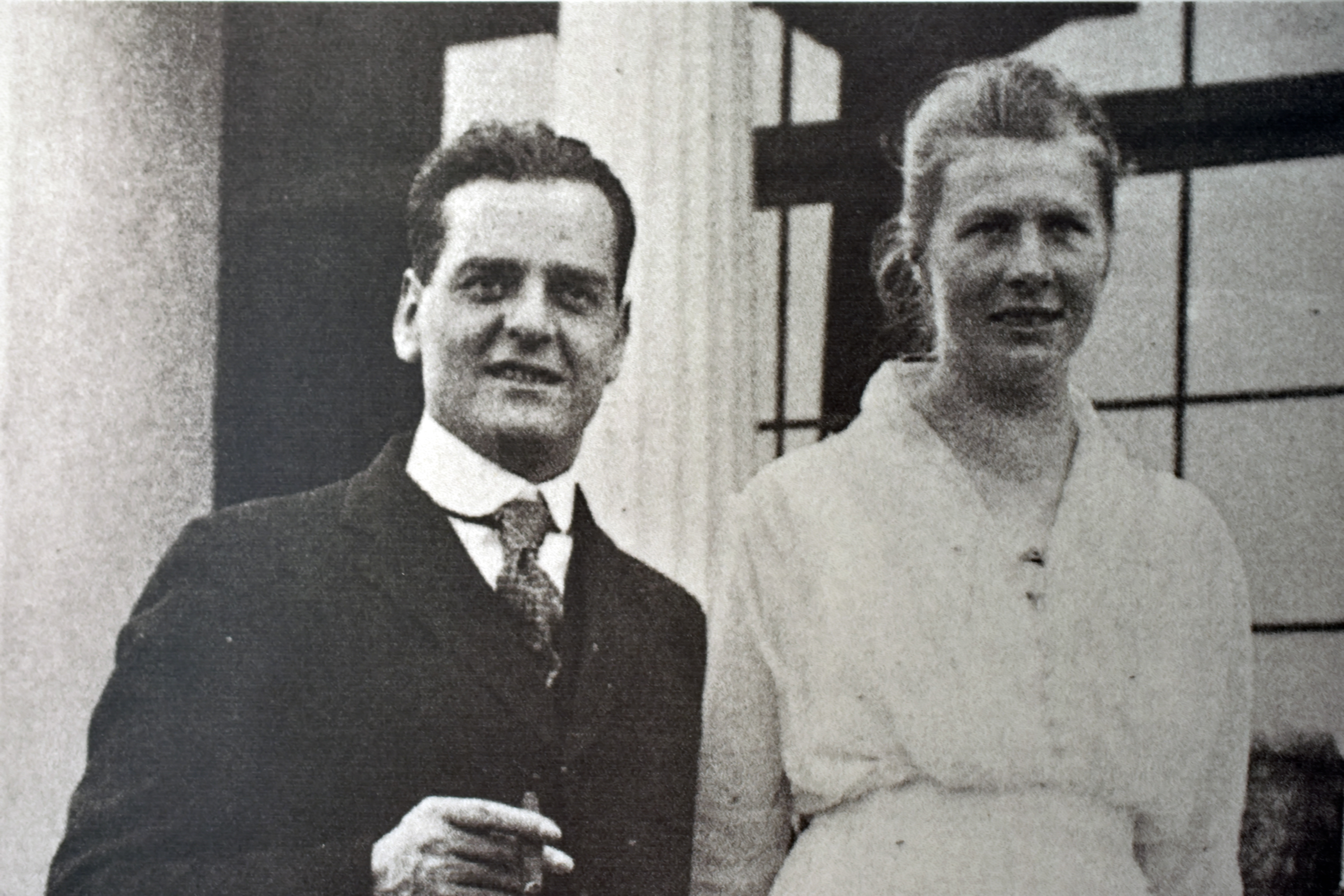
Gottlieb und Adele Duttweiler im Jahr 1913

Adele Duttweiler-Bertschi war Partnerin ihres Mannes und starke Frau im Hintergrund, die seine Karriere massgeblich beeinflusste. Im Juli 1923 reiste das kinderlose Ehepaar nach Brasilien, wo der Ehemann Guthaben, die nach der Liquidation seiner Firma Pfister & Duttweiler noch ausstehend waren, eintreiben wollte. Kurz entschlossen kaufte er im Bundesstaat São Paulo eine Fazenda, um sich als Farmer zu versuchen. Adele fühlte sich von Anfang an unwohl, erkrankte und verlor viel Gewicht. Im Februar 1924 kehrte das Paar nach Zürich zurück. Dort stellte ein Arzt fest, dass sich das feuchtheisse Klima und die ungewohnte Ernährung negativ auf Adeles rote Blutkörperchen ausgewirkt hatten; auf längere Sicht wäre es zu einer Blutzersetzung gekommen. Dieses Ereignis erwies sich im Nachhinein als glückliche Fügung, denn bald darauf hatte Gottlieb die Idee, ein Detailhandelsunternehmen aufzubauen. Er versprach ihr: «Wenn dieses Unternehmen nicht gelingt, fange ich nichts mehr Neues an.» 1925 erfolgte die Gründung der Migros, die sich über die Jahrzehnte zur Marktführerin entwickelte. Adele war die wichtigste Beraterin ihres Ehemannes und er besprach mit ihr jeweils alle strategische Entscheidungen, bevor er sich endgültig festlegte.
Als Gottlieb Duttweiler im Jahr 1940 die Absicht verkündete, die Migros in eine Genossenschaft umzuwandeln, unterstützte sie ihn ausdrücklich und liess sich auch nicht von den Direktoren umstimmen, die ihn von seinem Vorhaben abbringen wollten. Damit stimmte sie gewissermassen ihrer eigenen Enterbung zu. Sie machte nur die Auflage, dass einer der Produktionsbetriebe, die G. D. Produktion AG in Basel, zur Sicherheit in seinem Besitz blieb. Am 29. Dezember 1950 veröffentlichten Gottlieb und Adele Duttweiler 15 gemeinsam erarbeitete Thesen. Als eine Art ideelles Vermächtnis legten sie darin die geistigen Ziele und die moralischen Werte der Migros fest. Zwei Tage zuvor hatte das Ehepaar die Gottlieb und Adele Duttweiler-Stiftung gegründet, die sich insbesondere nach dem Ableben ihrer Stifter dafür einsetzen soll, «dass die von uns bei der Gründung der Migros-Genossenschaften bezweckten Ziele von diesen erhalten und weiterverfolgt werden». Unter anderem soll sie «alle Bestrebungen unterstützen, die im Sinn und Geist der Stifter auf eine freie Entfaltung des Menschen in einer freiheitlichen, aber von sozialer Verantwortung getragenen demokratischen Wirtschaft ausgehen».

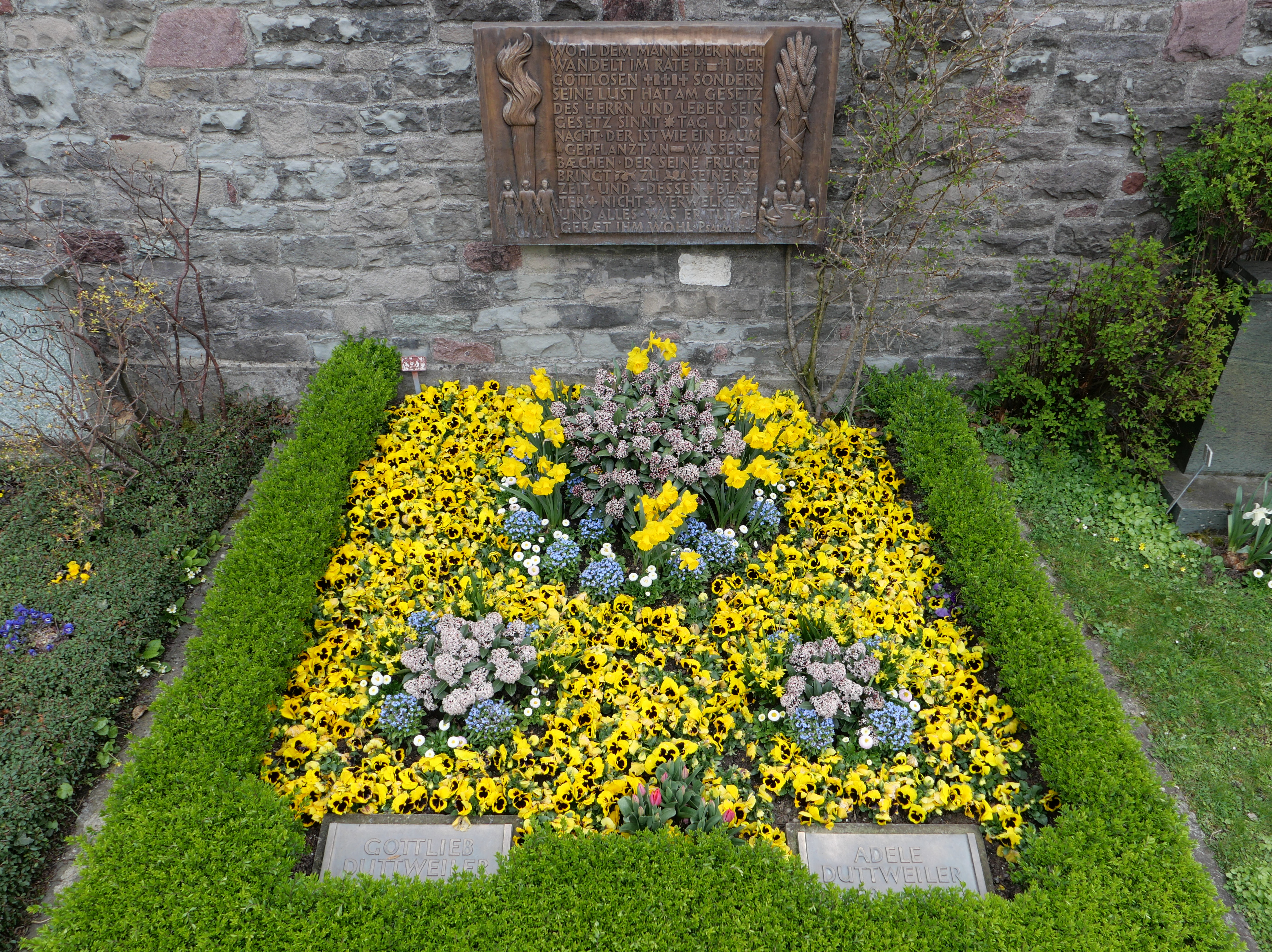
Das Grab des Ehepaares Adele und Gottlieb Duttweiler auf dem Friedhof Rüschlikon

Nach dem Tod ihres Mannes im Jahr 1962 blieb sie eine Instanz in der Migros-Genossenschaft; alle Direktoren kamen zu ihr, um sie um Rat zu fragen. Als Präsidentin der Gottlieb und Adele Duttweiler-Stiftung wachte sie bis 1983 über die Einhaltung des Gedankenguts der Stifter. Als sie 1990 starb, verlor die Migros-Familie ihre «Mutterfigur».
Sie war die Bauherrin der Klinik «Paracelsus Clinica al Ronc» in Castaneda, heute «Swiss Mountain Clinic».

## Ehrungen
Adele Duttweiler-Bertschi wurde von ihrer Wohngemeinde Rüschlikon zur Ehrenbürgerin ernannt. Eine nach ihr benannte Stiftung vergibt alle zwei Jahre den Adele-Duttweiler-Preis für Personen und Organisationen, die sich im sozialen oder im pädagogischen Bereich besonders engagiert haben. Das Frachtschiff Adele der Reederei Zürich AG wurde nach ihr benannt, später wurde es in Sunadele umbenannt. Ebenfalls ihren Namen trägt eine gezüchtete Rose mit oranger Farbe; sie ist im Orangen Garten neben dem Park im Grüene in Rüschlikon zu finden.